# Konotop
Konotop (în ucraineană Конотоп) este oraș regional în regiunea Sumî, Ucraina. Deși subordonat direct regiunii, orașul este și reședința raionului Konotop. În afara localității principale, mai cuprinde și satele Kalînivka, Lobkivka și Pidlîpne.

## Demografie
Componența lingvistică a orașului Konotop
     Ucraineană (85,89%)
     Rusă (13,47%)
     Alte limbi (0,18%)
Conform recensământului din 2001, majoritatea populației orașului Konotop era vorbitoare de ucraineană (85,89%), existând în minoritate și vorbitori de rusă (13,47%).